# 嘉義街外
《嘉義街外》（日语：嘉義の町はづれ）是臺灣畫家陳澄波在1926至1928年期間所完成的四件油畫作品，該作品內容主要描繪嘉義市的農村風光，四幅原件中，除第一版已佚失外，其他版本現屬私人收藏。是臺灣知名的近代畫作之一。

## 歷史

### 第一版

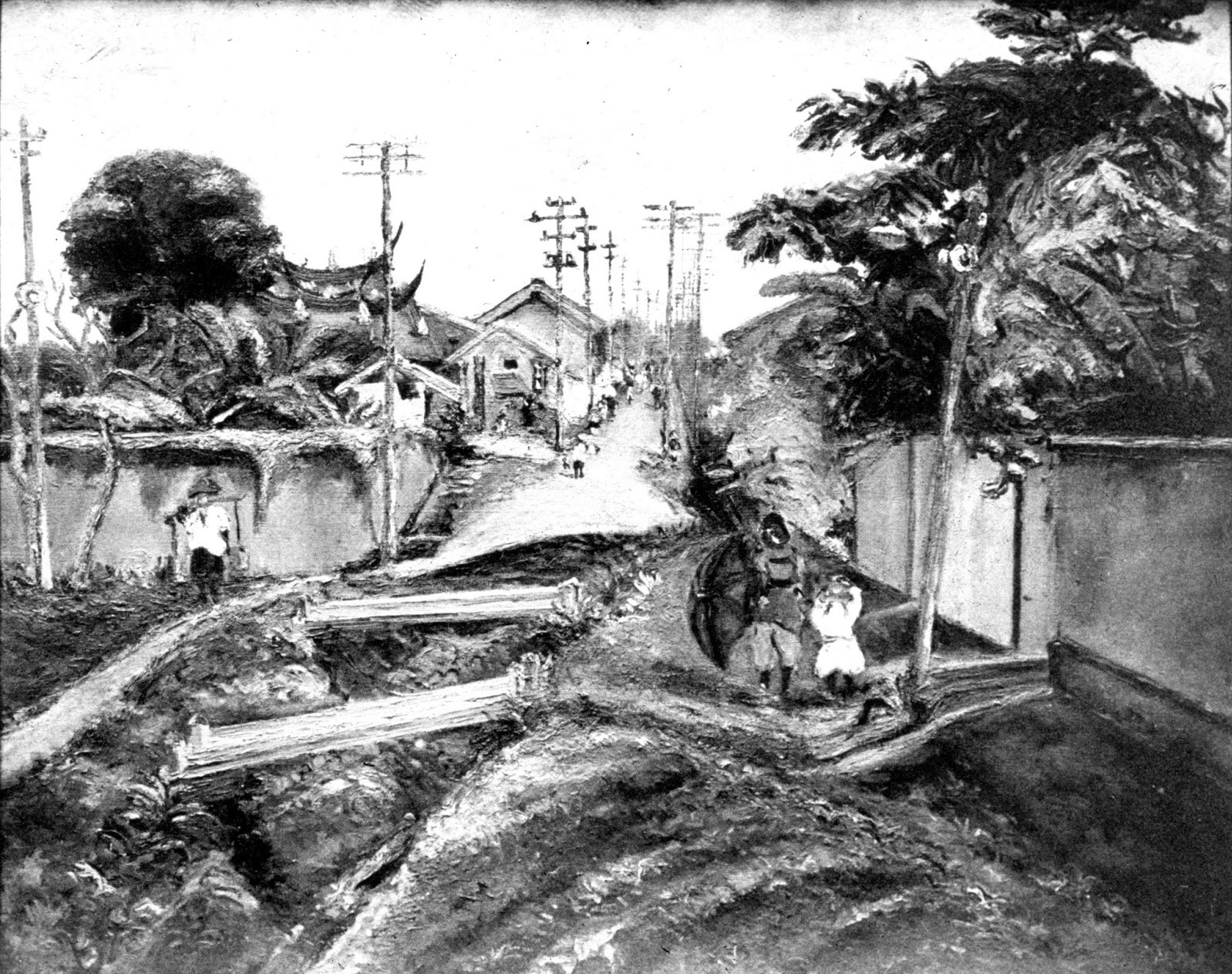
《嘉義街外（一）》1926年/ 畫布、油彩。入選1926年第七回日本帝國美術展，原作於二二八事件波及而佚失。

1926年，陳澄波繪製《嘉義街外》，並於同年10月10日入選日本美術展覽會並在1927年6月及7月臺北博物館和嘉義公會堂舉辦之「陳澄波個展」首度於臺灣展出，在展覽會結束後，陳澄波將《嘉義街外》送給當時的嘉義郡役所，不過在歷經二二八事件後，第一版《嘉義街外》佚失，現今所見的第一版僅存帝展畫冊中所收藏的黑白版本。

### 第二、三、四版
在《嘉義街外》入選1926年第七回帝展後，陳澄波於1927年冬季及1928年1月期間陸續創作幾幅同主題作品。其風格、描繪的景象則略有差異。
1994年，《嘉義街外（二）》首度於臺北市立美術館舉辦之「陳澄波百年紀念展」公開展出。並在2020年10月於嘉義市立美術館之「辶反風景」展出。，《嘉義街外（三）》、《嘉義街外（四）》現則屬私人所有。
2014年，中央研究院數位文化中心策劃，由中央研究院臺灣史研究所、嘉義市文化局、與財團法人陳澄波文化基金會合作，將《嘉義街外（二）》加以數位化並整理典藏，重新建置網站。

## 作品內容
《嘉義街外》都描繪位於嘉義市西門町一町目街道（今臺灣嘉義市西區垂楊路、國華街口），其作畫視角具有相仿構圖。其每一張作品呈現出規矩方正的學院藝術風格。畫面中具有作為地區特色之閩南式建築、以及活潑的雞群與人物等，讓街道筆直地伸向遠方的地平線，並與電線桿會合。前景起伏不整的小路，以及突出的人物活動是全幅作品的核心重點所在。

## 外部連結
- 陳澄波 - 尊彩藝術中心 （页面存档备份，存于）
- 財團法人陳澄波文化基金會 （页面存档备份，存于）